# Заячківка (Дмитрушківська сільська громада)
Зая́чківка — село в Україні, в Уманському районі Черкаської області. Населення становить 211 осіб.